# Louise Wolff
Louise Wolff, född 6 juni 1978 i Frederiksberg är en dansk journalist och programledare. 
Wolff var från 2006 till 2007 programledare för Go' Morgen P3. Sedan 2007 är hon programledare för Aftenshowet på DR1.